# Nyabxang Qu
Nyabxang Qu (kinesiska: Niangjiang Qu, 娘江曲) är ett vattendrag i Kina. Det ligger i den autonoma regionen Tibet, i den sydvästra delen av landet, omkring 220 kilometer söder om regionhuvudstaden Lhasa.